# Lüsche (Bakum)

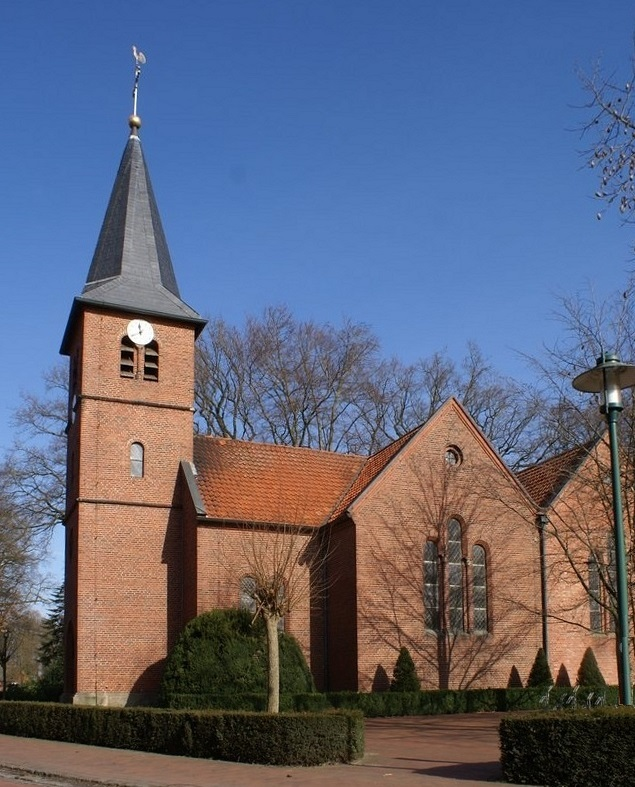
St.-Josefs-Kirche

Lüsche ist ein Dorf der Gemeinde Bakum im niedersächsischen Landkreis Vechta. Zugleich ist das Gebiet der Bakumer Ortschaft Lüsche deckungsgleich mit dem des Kirchspiels Lüsche.

## Geografie

### Lage
Lüsche liegt am Südrand der Cloppenburger Geest. Das Gelände fällt hier von 35 Meter ü. NN im Norden, wo sich früher ausgedehnte Moor- und Heidegebiete befanden, auf 25 Meter ü. NN im Süden ab, wo der Fladderkanal die südliche Ortsgrenze bildet. Der Kanal ist die kanalisierte Fortsetzung des Vechtaer Moorbachs; er fließt kurz hinter der südwestlichen Ortsgrenze in die Lager Hase, die sich zwölf Kilometer weiter mit der Großen Hase, einem Nebenfluss der Ems, vereinigt.

### Nachbarorte
Lüsche liegt etwa zehn Kilometer westlich des Ortskerns von Bakum. Unmittelbar östlich von Lüsche grenzen Vestrup und Hausstette, südlich von Lüsche Carum an. Im Westen und Norden Lüsches endet der Landkreis Vechta. Zum Landkreis Cloppenburg gehören die Nachbargemeinden Essen (mit den Ortsteilen Gut Lage, Addrup und Calhorn) sowie Cappeln (mit der Bauerschaft Elsten).

### Flächennutzung

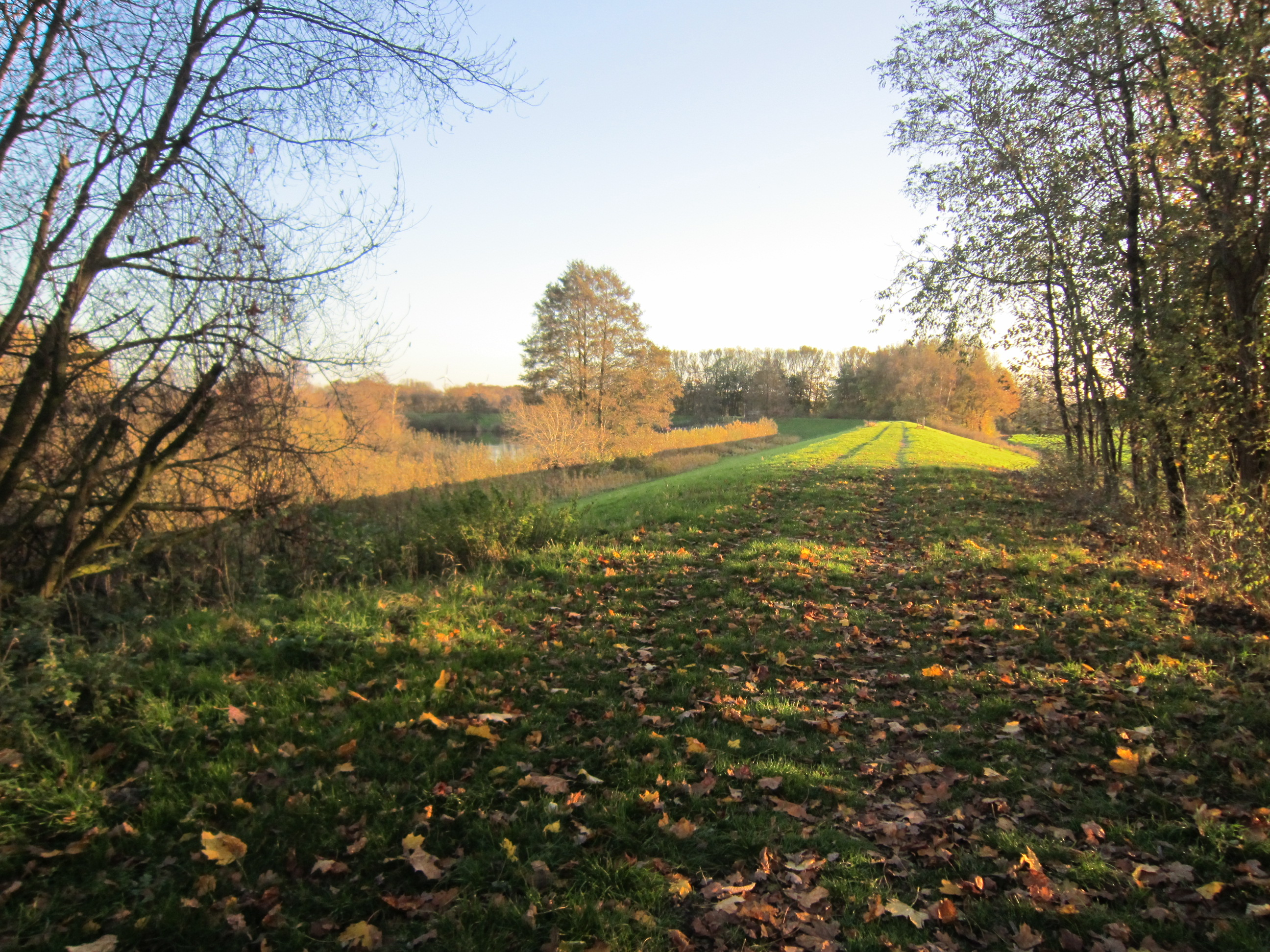
Polder in Lüsche

Das Ortsgebiet ist etwa 1300 Hektar groß, von denen etwa die Hälfte landwirtschaftlich genutzt wird, zumeist als Ackerland, wozu Moor, Heide und Feuchtgebiete umgewandelt wurden. Den Rest teilen sich Wald und bebaute Gebiete, wobei das Ortszentrum erst in den letzten 50 Jahren durch Einfamilienhaus-Siedlungen verdichtet wurde und gewerbliche Nutzung hinzukam. Eine Besonderheit sind die bis zu zehn Meter hohen Sanddünen im Ort. Sie entstanden durch Flugsand von der Geest, der von den Bauern durch Bepflanzung festgehalten wurde. Der Sand wird größerenteils zur Verwendung im Tiefbau abgebaut. Der Polder Lüsche am Fladderkanal nimmt 38 Hektar ein.

## Geschichte

### Besiedlung und kirchlich-politische Zugehörigkeit
Über die Geschichte Lüsches bis zum ausgehenden Mittelalter gibt es kaum schriftliche Dokumente. Zur „Folklore“ gehört für Wilfried Kürschner die mündliche Überlieferung, die Lüscher seien Nachfahren von „Zigeunern“ (Sprachgebrauch in Lüsche).
Die älteste Urkunde ist ein Kaufvertrag aus dem Jahre 1075, in dem Graf Simon von Tecklenburg einen Hof in Lüsche, damals Liuschu, dem Kloster zu Essen (Oldenburg) verkaufte. Über Jahrhunderte haben eine Handvoll freier Bauern und deren Abhängige jeweils Land mittleren Umfangs bewirtschaftet. Register aus dem 16. und 17. Jahrhundert zählen um die 20 Bauernstellen.
Im achtzehnten Jahrhundert war die Bauerschaft Lüsche Teil des Kirchspiels Crapendorf im Amt Cloppenburg des Niederstifts Münster. 1803 bzw. 1814 wurde das Amt Cloppenburg Teil des Großherzogtums Oldenburg. 1856 wurde Lüsche der Gemeinde Vestrup im Amt Vechta zugeordnet. Innerhalb des nach dem Ersten Weltkrieg zum Freistaat gewordenen Landes Oldenburg wurde 1933 die Gemeinde Vestrup in die Gemeinde Bakum eingemeindet. Aus dem Amt wurde 1939 der Landkreis Vechta und das Land Oldenburg ging 1946 im Land Niedersachsen auf.

### Historische Ereignisse
Gegen Ende des Zweiten Weltkriegs, am 13. April 1945, befahl Oberstleutnant Hans-Peter Knaust den auf einem ungeordneten Rückzug befindlichen deutschen Truppenteilen die Verteidigung Lüsches. Die herannahenden britischen Panzer-Truppen nahmen kurz darauf den Ortskern unter Feuer. Dabei wurden zwei Einwohner getötet. Sieben Soldaten fielen und mehrere Dutzend wurden gefangen genommen. Mehr als 30 Gebäude wurden zerstört oder schwer beschädigt. Ritterkreuzträger Knaust wurde vier Tage danach mit dem Eichenlaub ausgezeichnet. Die Bauerschaft wurde nach Kriegsende mit Hilfe des Kreises Vechta rasch wieder aufgebaut.

### Bevölkerungsentwicklung
1789 wurden im Lagerbuch des Bistums Münster 20 Eigentümer in Lüsche geführt, davon 6 Voll- und 2 Halberben, was auf 100 bis 200 Einwohner schließen lässt. Für 1895 wurden in Lüsche 288 Einwohner registriert. Lüsche zählte 16 Gefallene im Ersten Weltkrieg, im Zweiten Weltkrieg 45 Vermisste und Gefallene sowie zwei durch Kriegseinwirkungen im Ort Getötete. Nach 1945 zogen nach Lüsche Flüchtlinge aus den Ostgebieten zu, die allerdings mangels Arbeitsplätzen überwiegend bis Ende der 1950er Jahre wieder abwanderten. Obwohl als Bauerschaft nicht vorgesehen wurden seit den 1960er Jahren mehrere Bebauungspläne für Siedlungen aufgestellt und Neubauten errichtet, so dass die Anzahl der Haushalte und Einwohner in Lüsche seit Jahrzehnten steigt. 1990 hatte Lüsche  912 Einwohner in 230 Haushalten.

## Kirche und Bildungseinrichtungen
Für 1558 wird eine Liebfrauenkapelle in Lüsche genannt, die aber bereits 1712 eine Ruine war. Die Einwohner von Lüsche wurden nach dem Westfälischen Frieden 1648 und dem Abzug der Schweden aus Vechta 1654 unter den bischöflichen Landesherren (namentlich Christoph Bernhard von Galen) wieder katholisch, woran der Übergang zum Großherzogtum Oldenburg 1814 nichts änderte. 1864/1865 wurde die katholische Kirche Sankt Josef errichtet, und Lüsche wurde 1927 eigenständige Pfarrei. Die Kirche wurde in den 1960er Jahren renoviert. Nach der Jahrtausendwende nahm im Bistum Münster der Priestermangel dramatisch dazu. Dies führte zu einer Fusion vieler Pfarrgemeinden, so dass die ehemalige Pfarrkirche St. Josef in Lüsche jetzt eine Filialkirche der Pfarrgemeinde St. Johannes Baptist Bakum ist. Dieser Pfarrgemeinde untersteht der Kindergarten St. Josef in Lüsche.
Bereits 1651 soll in Lüsche eine Schule existiert haben. 1845 wurde eine neue katholische Volksschule errichtet. Die Trägerschaft ging im Jahr 1910 von der katholischen Kirche auf die politische Gemeinde über. Diese baute eine neue, zunächst zweiklassige Volksschule, die 1914 bezogen wurde und 1948 auf drei Klassen erweitert wurde. 1960 wurde ein neues Gebäude errichtet, und die Volksschule erhielt den Namen „Christopherus-Schule“. Auch in der neuen Schule wurden Schüler nicht nach Jahrgängen getrennt unterrichtet. Im Zuge der Einführung der Orientierungsstufe in Niedersachsen wurden die ehemaligen Volksschulen aufgelöst und flächendeckend wurde der jahrgangsgebundene Unterricht eingeführt, auch in den Bauerschaften, so dass viele Dorfschulen schließen mussten. Diese Schließungswelle überlebte die Schule in Lüsche, indem sie auf eine Grundschule reduziert wurde, deren durchgängige Einzügigkeit dadurch garantiert wird, dass zum Einzugsgebiet auch mehrere benachbarte Bauerschaften gehören. 1994 wurde die Christopherus-Schule von Grund auf erneuert. Schüler der Sekundarstufe aus Lüsche besuchen die St. Johannes-Schule (Oberschule) in Bakum oder eines der drei Gymnasien in Vechta.

## Vereine und ehrenamtliche Aktivitäten
Außer dem Gesangverein bzw. mehrstimmigen Kirchenchor gibt es in Lüsche seit 1911 einen Musikverein, der heute intensiv mit der Grundschule und mit der Kreismusikschule Vechta kooperiert, sowie einen Theaterverein. Lüsche ist einer der Standorte der Freiwilligen Feuerwehr in der Gemeinde Bakum. Die Jagd auf Lüscher Gebiet wird durch den Hegering Lüsche organisiert. Ein Fußballverein, der SV Blau-Weiß Lüsche, besteht seit 1930. Jährlich findet eine Dorfkirmes statt. Lüsche war bei dem Wettbewerb „Unser Dorf soll schöner werden“ zweimal Kreissieger, und bei „Unser Dorf hat Zukunft“ wurde es 2012 auf Landesebene ausgezeichnet. Der Heimatverein Lüsche setzt sich u. a. für das Projekt „Bioenergiedorf Lüsche“ ein.

## Politik
Die Einwohner in Lüsche sind weit überwiegend katholisch. Das hat sich bei Wahlen bis 1933 in sehr hohen Stimmen-Anteilen für die Zentrumspartei niederschlagen. Ab 1949 nimmt die Christlich Demokratische Union die frühere Position des Zentrums ein und erhält bei Wahlen regelmäßig über 90 % der Stimmen. Lüsche gelingt es in fast jeder Legislaturperiode, vier Mitglieder des Bakumer Gemeinderats zu stellen.

## Wirtschaft und Infrastruktur
Die Randlage und schlechte Bodenqualität haben über Jahrhunderte nur eine eingeschränkte Entwicklung erlaubt, die auf dem Erfolg der landwirtschaftlichen Plaggenesch-Bewirtschaftung beruhte. Die Bauern, die als Vollerben ihre Höfe im Ort hatten, bauten mit Hilfe der Heuerleute und Landarbeiter den fruchtbaren Westeresch sowie auch den Osteresch auf. In der zweiten Hälfte des neunzehnten Jahrhunderts wurden in den Markgebieten Neubauernstellen geschaffen, die auch Siedler von außerhalb erwarben und bearbeiteten.
Mit der Einführung von Kunstdünger wurde in der ersten Hälfte des 20. Jahrhunderts der Ertrag auch schlechter Böden gesteigert. Die wirtschaftliche Entwicklung wurde jedoch durch die beiden Weltkriege und die damit verbundene Abwesenheit der Soldaten sowie durch die Wirtschaftskrisen in Deutschland in den Zwischenkriegsjahren betroffen. Während des Zweiten Weltkrieges wurden Russen und Franzosen als Zwangsarbeiter in der Landwirtschaft eingesetzt.
Nach 1945 und verstärkt in den 1950er Jahren setzte die Entwicklung zur Massentierhaltung auf der Grundlage von zugekauftem Futter ein. Dies wurde begünstigt durch die Lage zwischen Bremer Bezugshäfen und Absatzgebieten in Nordrhein-Westfalen, die durch den Bau der nahen Autobahn 1 noch verbessert wurde. Weidevieh wurde nach und nach aufgegeben zugunsten von Stallhaltung zur Schweine- oder Hähnchenmast oder Eierproduktion. Wiesen und Weiden wurden auch durch Dränage zu Ackerland, was Zuwächse beim Anbau von Futterpflanzen, aber auch die Gülleentsorgung erleichtert. Auch der Bedarf des wachsenden Kartoffelverarbeitungswerks Wernsing Feinkost im nahen Addrup und Einbeziehung von Landwirten aus Lüsche in die Lieferkette forcierte den Ackerbau und die Lagerung von Kartoffeln und anderen Agrarprodukten in Lüsche. Die Bauerschaft ist Versuchsstandort der K+S AG für die Erprobung von Düngern für den Kartoffelanbau.
1968 begann Alfons Suding mit der Herstellung von Fertigelementen aus Beton und später Kunststoff für Stallbauten und Landwirtschaft. Daraus entwickelte sich das Unternehmen Suding Beton- & Kunststoffwerk mit Hauptwerk in Lüsche und zwei Zweigwerken in Nord- und Ostdeutschland, das zum größten Arbeitgeber in der Gemeinde Bakum wurde.
2001 wurde die Tierklinik Lüsche gegründet, die sich in kurzer Zeit auch international einen guten Ruf für die Behandlung von Sportpferden erarbeitete. 2015 zählte sie im Mittel 45 Mitarbeiter.
Mit Unterstützung der Forschungsstelle Nachhaltige Bioenergieversorgung der Universität Osnabrück hat ein Unternehmen aus Lüsche die Zusammenfassung der Wärme aus Stromerzeugern von mehreren Biogasanlagen zu einem örtlichen Fernwärmenetz angeregt, das Haushalte und andere Einrichtungen mit Heizwärme versorgt. So wurde Lüsche zu einem Bioenergiedorf.